# Aprilia Mana 850
L'Aprilia Mana 850, chiamata anche Aprilia NA 850 Mana, è una motocicletta stradale sportiva del tipo naked prodotta dalla casa motociclistica italiana Aprilia dal 2007 al 2016.

## Descrizione
Presentato in anteprima nel settembre 2006 ad un evento stampa svoltisi a Torino e poi in pubblico a novembre dello stesso anno all'EICMA di Milano, la moto si caratterizza per la presenza del sistema Ride by Wire Technology che ha debuttato sulla Shiver 750. Il quadro strumenti del tipo digitale, è dotato di una strumentazione che include anche l'indicatore di cambiata.
Il motore è un bicilindrico a V longitudinale da 839,3 cm³ con distribuzione a monoalbero a camme in testa a 8 valvole (4 per cilindro) abbinatata ad una trasmissione automatica a variazione continua (CVT). La trasmissione può anche essere utilizzata in modalità manuale cambiando marcia attraverso i pedali o delle levette montate sulla parte sinistra del manubrio. Il propulsore è capace di erogare 76 CV di potenza massima a 7250 giri/min e 76,5 Nm di coppia a 5750 giri/min. Il telaio è in alluminio a doppia trave, gli ammortizzatori sono entrambi regolabili con una forcella a steli rovesciati da 43 mm Kayaba sull'anteriore.
Della Mana è stata derivata anche una versione parzialmente carenata nota come Mana 850 GT, che ha debuttato all'Intermot nel 2008.